# Palacio de Justicia del Condado de Chippewa
El Palacio de Justicia del Condado de Chippewa es un edificio gubernamental ubicado en Court Street en la ciudad de Sault Ste. Marie, en el estado de Míchigan (Estados Unidos). Fue incluido en el Registro Nacional de Lugares Históricos en 1984. Es uno de los juzgados más antiguos todavía en uso en Míchigan.

## Historia
El condado de Chippewa se separó del condado de Michilimackinaw (formado por toda la península superior y parte de la inferior) en 1826. Sault Ste. Marie fue elegida como sede del condado. El Palacio de Justicia del Condado de Chippewa fue construido en 1877 por 20 000 dólares,  usando un diseño del arquitecto de Detroit y su hijo John. En 1904, se agregó a la estructura una adición trasera que costaba 25 000 dólares,  Una segunda adición se construyó aproximadamente en 1930. 
En la década de 1980, el palacio de justicia fue completamente renovado. Se quitó la pintura de la carpintería, se instalaron nuevas puertas y ventanas y se restauró la esfera del reloj de la torre.

## Descripción

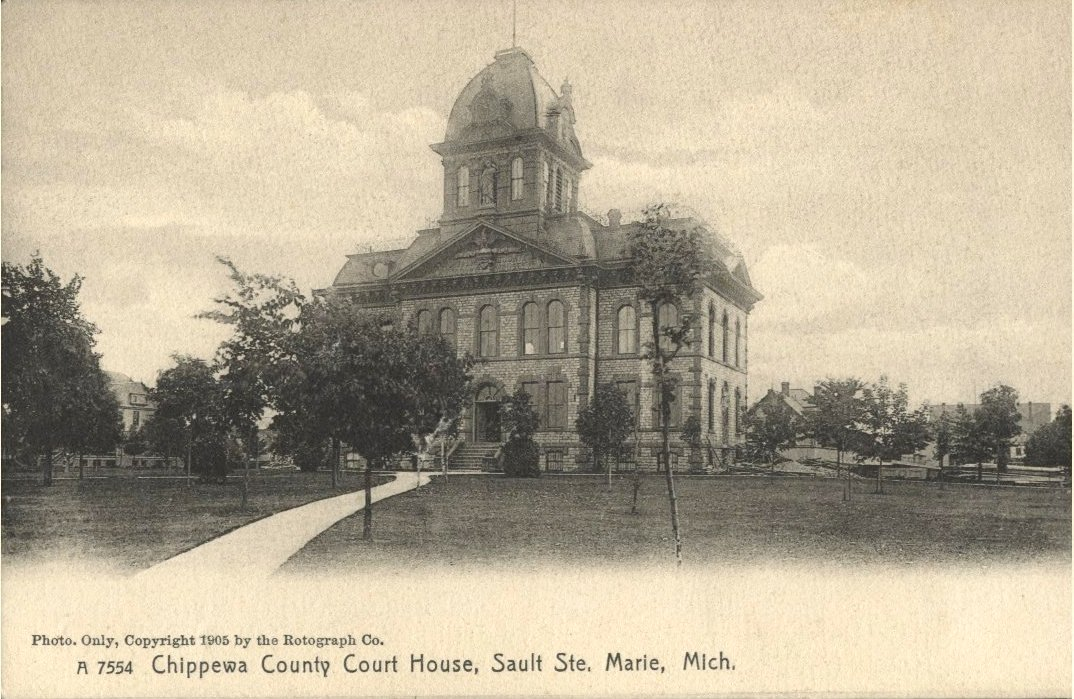
Palacio de justicia, 1905

El Palacio de Justicia del Condado de Chippewa es un Segundo Imperio de tres pisos construido con piedra tallada. El palacio de justicia original era de planta rectangular; la adición de 1904 convirtió toda la estructura en un plano en T. El estilo arquitectónico del Segundo Imperio es consistente entre el palacio de justicia original y las adiciones posteriores. Los muros de piedra miden 0,6 m de espesor, y el edificio presenta una piedra de color rojo contrastante en corredores, quoins, dinteles y entradas. La entrada central se encuentra en un pabellón ligeramente saliente coronado por un frontón. Las ventanas del primer piso tienen un arco segmentado, mientras que las del segundo piso tienen un arco elíptico. Tanto la estructura principal como la torre del reloj están rematadas con un techo abuhardillado;  el techo estaba originalmente cubierto con pizarra, pero ahora está cubierto con tejas de asfalto.  Las ventanas redondas se agregaron al techo abuhardillado en 1904. 
En el interior, los techos de hojalata estampados originales todavía están instalados. Los pilares dentro de la sala del tribunal tienen capiteles de hierro fundido ornamentados y los radiadores están cubiertos con rejas.